# Вајар (сазвежђе)
Вајар је мало сазвежђе јужне хемисфере. Уведено је у 18. веку под називом „Вајарски атеље“ (лат. Apparatus Sculptoris) али је име касније скраћено. У Вајару се налази јужни галактички пол, због чега су звезде јако ретке и слабе (најсјајнија — Алфа Вајара — има магнитуду од само 4,3). Међутим, у Вајару се налази већи број галаксија (укључујући Вајар групу, групу галаксија најближу Локалној групи).